# Лиса под Макитом

## Географија
Налази се око 14 км сјеверозападно од Пухова, а од границе са Чешком удаљено је око 5 км источно. Смјештено је у близини брда Макита (922 метара над морем), по коме је насеље добило име.

## Становништво
| Година:    | 1994. | 2004.   | 2014.   | 2024.   |
| ---------- | ----- | ------- | ------- | ------- |
| Број људи: | 2173  | 2155    | 2127    | 1964    |
| Разлика:   |       | -0,82 % | -1,29 % | -7,66 % |

| Година:    | 2023. | 2024.   |
| ---------- | ----- | ------- |
| Број људи: | 2001  | 1964    |
| Разлика:   |       | -1,84 % |

Према подацима о броју становника из 2024. године насеље је имало 1964 становника.